# Honda N Box
Le N Box est un modèle produit par le constructeur automobile japonais Honda lancé au Japon à l'occasion du salon de Tokyo qui ouvrait ses portes le 3 décembre 2011.
Il s'agit d'un modèle de la catégorie keijidosha, catégorie spécifique au marché japonais de petites voitures aux dimensions et cylindrée réglementaires (moins de 3,40 m de long, moins de 1,48 m de large, moins de 660 cm³ de cylindrée) profitant ainsi de taxes allégées. Ces voitures sont essentiellement vendues à la campagne et ne sont donc pas considérées comme des citadines au Japon.
Le N Box, cubique et très haut, constitue la réponse (tardive) de Honda aux Daihatsu Tanto et Suzuki Palette qui sont des modèles à succès au Japon. Selon la règlementation des keijidosha, le N Box ne compte que quatre places. Les portes latérales arrière sont coulissantes, mais avec des montants centraux conservés. Sur le Daihatsu Tanto, seule la porte coulisse côté passager, mais alors le montant central est supprimé.
Le 3 cylindres essence développe 58 ch en version atmosphérique. Une finition Custom de présentation plus agressive reprend ce même moteur mais en propose aussi une version turbo de 64 ch. Sur cette version, la boîte de vitesses à variateur bénéficie en plus d'une sélection manuelle des rapports.
Comme très souvent sur le marché japonais, ce modèle est livrable en traction ou quatre roues motrices. Dans ce dernier cas, la capacité du réservoir est ramenée de 35 à seulement 30 litres. Le N Box partage sa base technique avec la N-One.
L'objectif de vente mensuel de 12 000 exemplaires a été largement dépassé en 2012 puisque cette année-là Honda a vendu un peu plus de 210 000 N Box au Japon, soit une moyenne de 17 500 exemplaires par mois.